# 彭布罗克公园 (佛罗里达州)
彭布罗克公园（英語：Pembroke Park），是美国佛罗里达州布勞沃德縣下属的一座城镇。建立于1957年。面积约为4.6平方公里（约合1.8平方英里）。根据2010年美国人口普查，该市有人口6,102人。论人口在本州排行第196。